# Пугачёво (Западно-Казахстанская область)
Пугачёво (каз. Пугачево) — село в Бурлинском районе Западно-Казахстанской области Казахстана. Административный центр Пугачёвского сельского округа. Находится примерно в 8 км к северо-западу от центра города Аксай на левом берегу реки Утва. Код КАТО — 273659100.

## Население
В 1999 году население села составляло 1426 человек (708 мужчин и 718 женщин). По данным переписи 2009 года, в селе проживало 2070 человек (1034 мужчины и 1036 женщин).